# 大酒神社

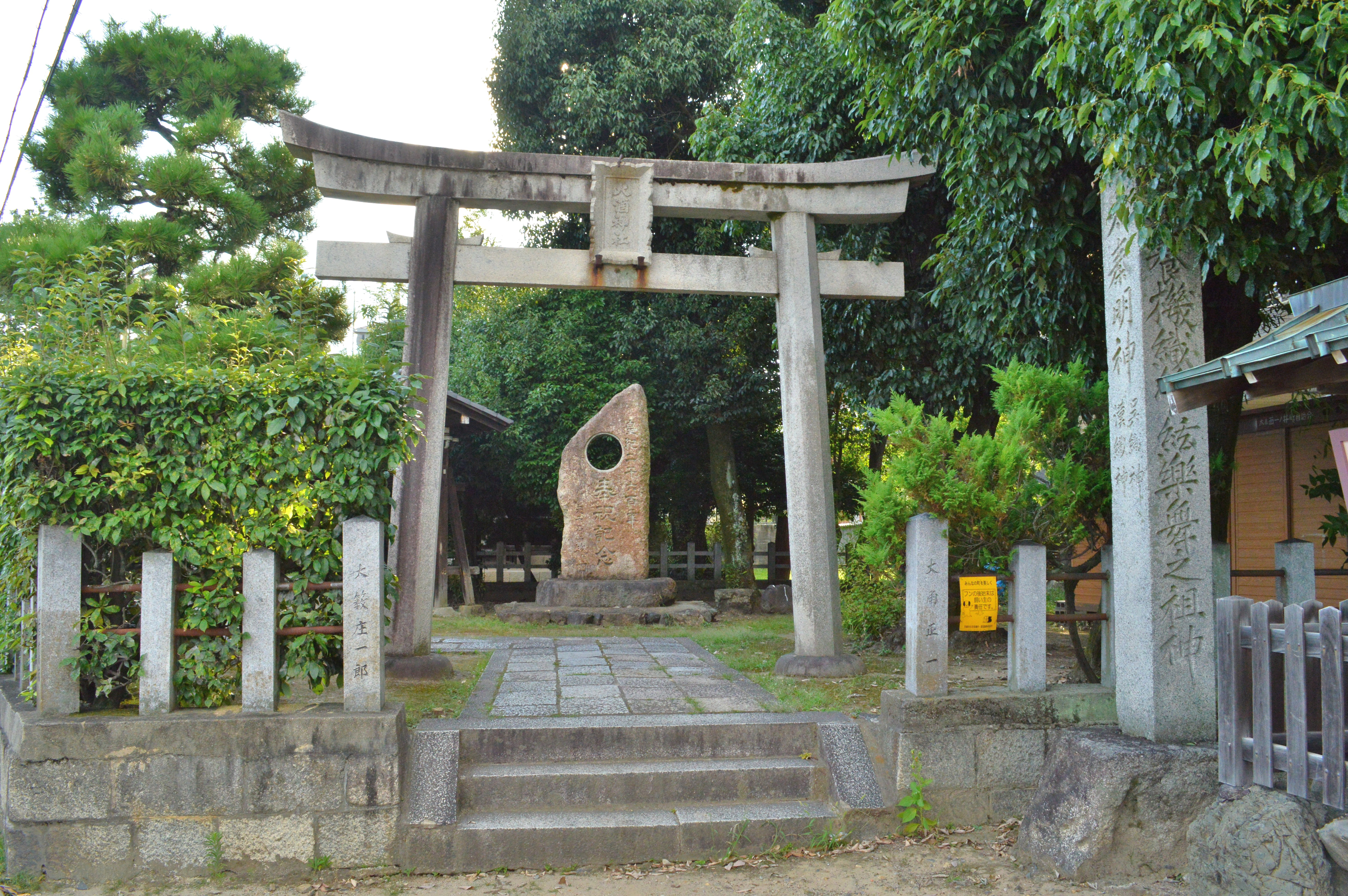
鳥居

大酒神社（おおさけじんじゃ）は、京都府京都市右京区太秦蜂岡町にある神社。式内社で、旧社格は村社。

## 祭神
祭神は次の5柱。
主祭神
- 秦始皇帝
- 弓月王（ゆんずのきみ）
- 秦酒公（はたのさけのきみ）

相殿神
- 兄媛命（えひめのみこと） - 呉服女。
- 弟媛命（おとひめのみこと） - 漢織女。

『延喜式』神名帳での祭神の記載は1座。同帳では「大酒神社 元名大辟神」とあることから、元の神名は「大辟神」であったことが知られる。
大酒神について、広隆寺の縁起である『広隆寺来由記』（山城州葛野郡楓野大堰郷広隆寺来由記、明応8年（1499年）成立）では秦の始皇帝の祖神とし、日本に渡来した功満王（秦始皇帝の後裔、秦氏遠祖）が勧請したとする。伝承自体の真偽は明らかでないが、伝承に見えるように古くから太秦一帯を開発した秦氏の氏神であったと推測され、史書に見える秦酒公（はたのさけのきみ）と大酒神を関連づける説もある。一方近世の『雍州府志』では祭神を物部守屋とし、一説に秦河勝とする。また『都名所図会』では祭神を天照大神・八幡神・天満天神とし、別説に秦の始皇帝とする説や、秦河勝とする説を載せる。
これらとは別に近年の研究では、元の神名の「大辟（大避）」から、「災厄を避ける（遠ざける）」いわゆる道祖神とする説が挙げられている。この説では、『空華日工集』・『広隆寺縁起』において神体が石と記されることと、一般に石神の多くが猿田彦神（道祖神）とされることとが関連づけて指摘される。一方、「オホサケ」を「大裂」の意とし、土木技術によって大地・川を裂き開拓を行なった秦氏をたたえる神格とする説もある。
このように古代の祭神の神格は不詳ながら、明治16年（1883年）の神社明細帳では上記5柱が祭神として記され、現在に継承されている。

## 歴史

### 創建

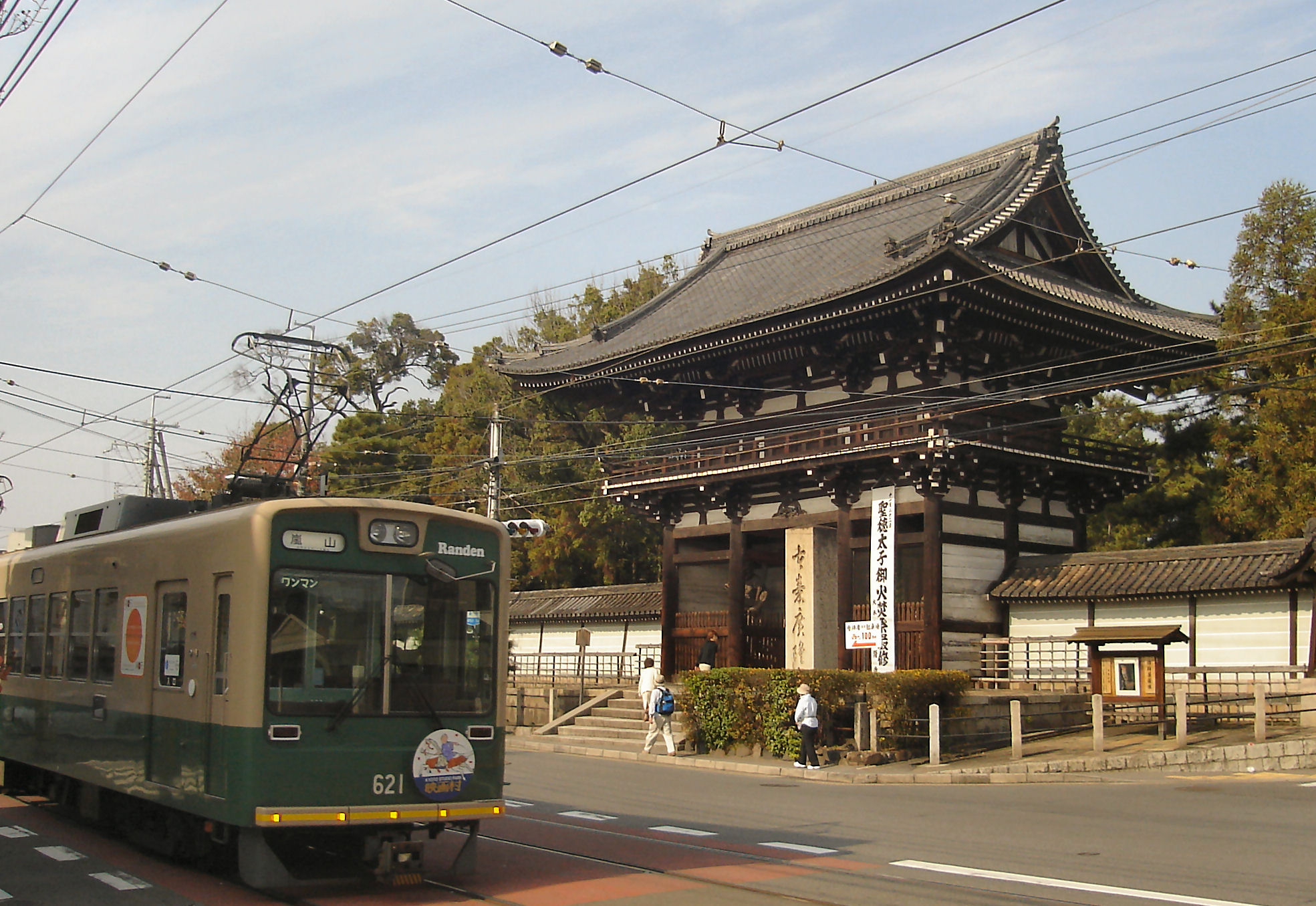
広隆寺

創建に関して『広隆寺来由記』では、仲哀天皇（第14代）の時に渡来した功満王（秦始皇帝の後裔、弓月君の父親）が「秦始皇之祖神」を勧請したことに始まるとする。
現在は広隆寺の東隣に小祠として鎮座するが、明治の神仏分離以前には広隆寺の桂宮院内に鎮座する伽藍神であった。

### 概史
国史では、嘉祥2年（849年）に山城国葛野郡の「大辟神」が霊験のある社であるとして従五位下の神階に叙せられた旨が記されている。
延長5年（927年）成立の『延喜式』神名帳では山城国葛野郡に「大酒神社 小 元名大辟神」として、式内社に列するとともに元々は「大辟神」の神名である旨が記載されている。
『広隆寺来由記』では、「大酒大明神」の神階が順次昇叙され、治暦4年（1068年）には正一位の極位に達した旨が記されている。また同記では、延喜年間（901年-923年）に広隆寺に勧請された鎮守38所の1所として「大酒 正一位」と見える。
南北朝時代の『空華日工集』以降、文献では広隆寺桂宮院の鎮守社として見え、広隆寺とともに推移した。
明治維新後、神仏分離によって現在地に移転し、近代社格制度では村社に列した。

### 神階
- 六国史時代における神階奉叙の記録
  - 嘉祥2年（849年）9月16日、従五位下 （『続日本後紀』）[原 1] - 表記は「大辟神」。
- 六国史以後
  - 朱雀天皇年間（930年-946年）、従三位 （『広隆寺来由記』）[3]
  - 天慶4年（941年）5月15日、正三位 （『広隆寺来由記』）[3]
  - 天喜3年（1055年）11月20日、正二位 （『広隆寺来由記』）[3]
  - 治暦4年（1068年）4月25日、正一位 （『広隆寺来由記』）[3]

## 摂末社
『式内社調査報告』では次の4社が境内社として記載されている。
- 木枯神社
祭神は大国主命。『日本三代実録』貞観4年（862年）条[原 2]の「木枯神」に比定される国史見在社（異説あり）[注 1][8]。『広隆寺来由記』[3]では「木枯明神」と見え、薬師如来像を広隆寺に迎えた際、向日明神が広隆寺門前の槻の木を枯らしたが、この神を「木枯明神」として別に祀ると槻の木は蘇ったという[8]。現在の大酒神社境内への遷座時期は詳らかでないが、『山城名勝志』でも広隆寺の大門南の民家後園に鎮座すると見えることから、それ以降のことと推測される[8]。
この木枯神社の旧鎮座地の社叢は「木枯杜（こがらしのもり、木枯森）」と称されたという。「木枯森」は、『枕草子』第194段の「森は」で取り上げられるほか、『後撰和歌集』などで歌枕としても見えるが、それらをこの山城の木枯神社に比定する説と、別に駿河の木枯神社（静岡県静岡市）に比定する説とがある（「木枯森」も参照）[8][9]。なお『能因歌枕』（平安時代中期の歌学書）では、山城国・駿河国の両方が歌枕として採用され、掲載されている[8][9]。
- 三神の社 - 祭神：瓊々杵命
- 八幡社 - 祭神：応神天皇
- 稲積社 - 祭神：宇迦御魂神

## 祭事

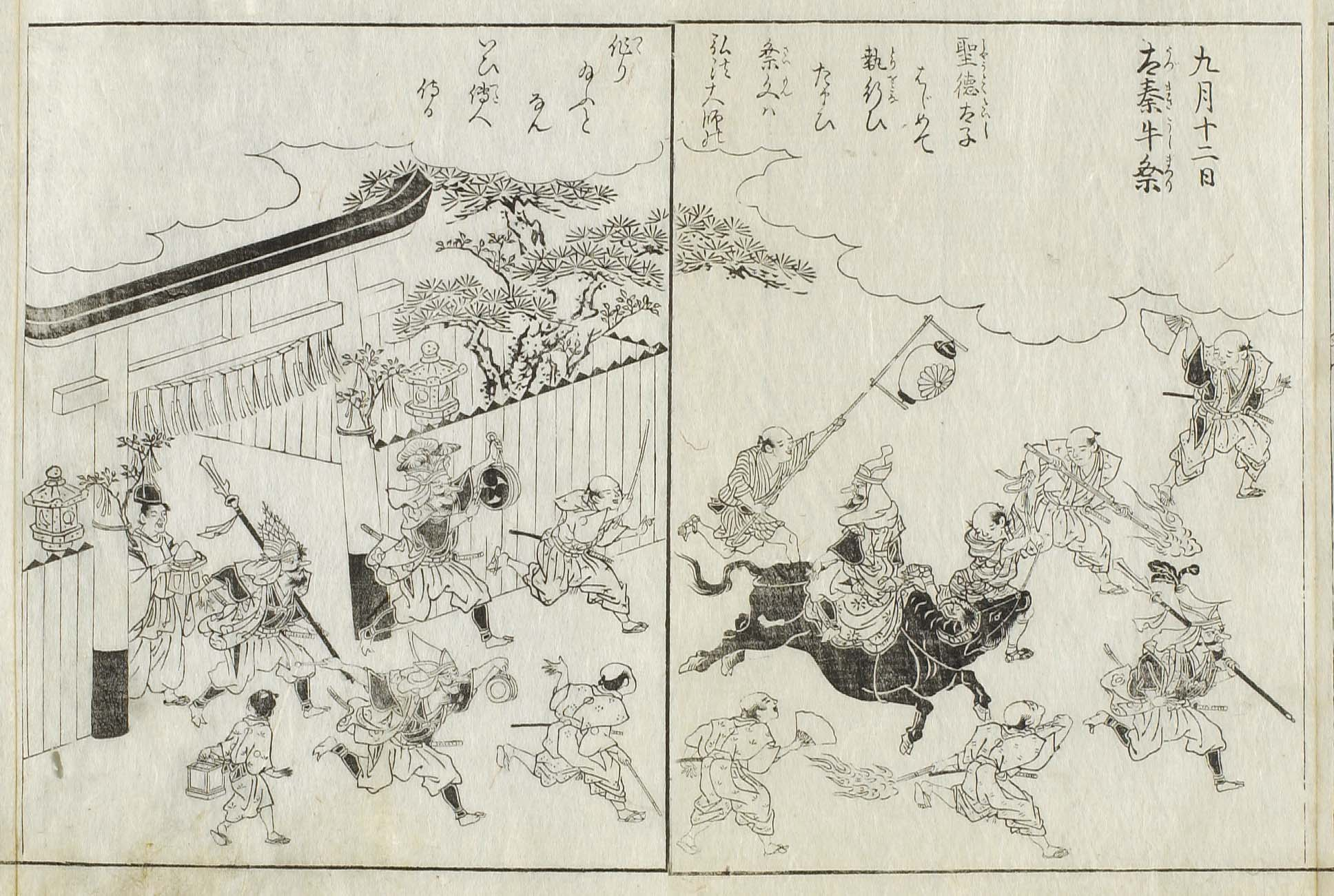
『都名所図会』「太秦牛祭図絵」

大酒神社の祭礼としては、10月12日夜（古くは旧暦9月12日）に行われる牛祭（うしまつり）が知られる。長和年間（1012年-1017年）に源信（恵心僧都）が念仏守護神として麻多羅神を勧請したのに始まると伝え、神仏習合期は広隆寺の僧侶によって斎行された。江戸時代の祭の様子は『都名所図会』にも描かれている。
祭りでは異形の面をつけた麻多羅神役の者が牛に乗り、四天王・行列を従えて広隆寺境内を練り歩き、最後に薬師堂前で祭文を読み上げる。この牛祭は京都の三大奇祭の1つに数えられ、京都市登録無形民俗文化財に登録されている（「広隆寺#牛祭」も参照）。

## 文化財

### 京都市登録文化財
- 無形民俗文化財
  - 太秦牛祭 - 保護団体は牛祭保存会。1983年（昭和58年）6月1日登録[11]。